# Calymmaria tecate
Calymmaria tecate là một loài nhện trong họ Hahniidae.
Loài này thuộc chi Calymmaria. Calymmaria tecate được miêu tả năm 2004 bởi Heiss & Draney.